# Forever (Buffy the Vampire Slayer)
Forever es el decimoséptimo episodio de la quinta temporada de Buffy the Vampire Slayer.

## Argumento
Buffy (Sarah Michelle Gellar), Giles (Anthony Head) y Dawn (Michelle Trachtenberg) están en la funeraria seleccionando un féretro. Por la tarde, la pandilla está en el salón de la casa de Buffy, sin saber aún nada de Hank. Dawn se siente ignorada por su hermana y pregunta si puede irse con Willow (Alyson Hannigan) y Tara (Amber Benson) después del funeral. Xander (Nicholas Brendon) y Willow salen y se encuentran con Spike (James Marsters), que trae flores para Joyce. Xander se pone furioso pensando que es un intento más de llegar a Buffy. Spike, molesto, le replica a Xander que solo está ahí para despedirse de Joyce, la única humana que lo ha tratado con respeto como si fuera una persona corriente, aun así se marcha tras dejar las flores que llevaba; Willow observa que en las flores que traía no había nota, por lo que la intención de Spike nunca fue que Buffy se enterara. Al día siguiente, el funeral es breve y los que asistieron dejan a Buffy sola. Cuando oscurece aparece Ángel (David Boreanaz).
Mientras tanto, Willow y Tara tratan de confortar a Dawn, quien comienza a preguntar por hechizos de resurrección. Tara le dice que no se puede jugar con esas cosas. Buffy y Ángel están sentados al pie de un árbol. Ángel le ofrece quedarse tanto tiempo como ella desee. Hablan y se besan hasta que Ángel, con la llegada del amanecer, tiene que desaparecer. Mientras tanto, un siervo de Glory trata de convencer a Ben (Charlie Weber) para que ayude a su ama con la Llave, pero él se niega a ayudarla a destruir a un inocente. Ben se da cuenta de su error, e insiste en que la Llave no es una persona, pero el demonio no se lo cree y Ben lo apuñala.
Al día siguiente, Willow y Tara se preparan para desayunar. Dawn observa a Willow ordenando unos libros y toma uno que habla sobre la resurrección. Después, en la tienda de magia, Dawn roba lo necesario para hacer el hechizo. Esa noche va a la tumba de su madre y trata de hacer el hechizo, pero no funciona. Spike la encuentra y se ofrece a ayudarla. Ambos van a ver a Doc (Joel Grey), un demonio que parece humano salvo por la cola, y que aunque en principio dice que es peligroso al final les explica lo que necesitan exactamente, y les advierte que si algo sale mal tienen que romper la foto del difunto. Ambos consiguen robar un huevo de demonio, necesario para el hechizo.
El demonio moribundo logra llegar con Glory (Clare Kramer) y con sus últimas fuerzas revela a la diosa que la Llave ha sido transformada en un humano, pero este muere antes de dar más detalles, por lo que ella ordena que sea revivido y mientras comienzan una búsqueda entre los humanos.
Mientras tanto, Tara se da cuenta de que falta el libro y llama a Buffy, que llega justo cuando Dawn ha terminado el hechizo y espera a que su madre resucite. Dawn acusa a Buffy de no importarle nada, incluyendo el hecho de que Joyce esté muerta. Buffy le explica que se mantiene ocupada porque si no se derrumbaría. Alguien llama a la puerta y Buffy va a abrir. Dawn se da cuenta de que no está haciendo nada bueno y rompe la foto justo cuando Buffy abre la puerta. Buffy no encuentra a nadie. Las dos hermanas se desploman, llorando una contra la otra.

## Reparto

### Personajes principales
- Sarah Michelle Gellar como Buffy Summers.
- Nicholas Brendon como Xander Harris.
- Alyson Hannigan como Willow Rosenberg.
- Emma Caulfield como Anya Jenkins.
- Michelle Trachtenberg como Dawn Summers.
- James Marsters como Spike.
- Anthony Stewart Head como Rupert Giles.

### Apariciones especiales
- David Boreanaz como Ángel.
- Amber Benson como Tara Maclay.
- Clare Kramer como Glory.
- Charlie Weber como Ben.
- Troy Blendell como Jinx.
- Joel Grey como Doc

### Personajes secundarios
- Todd Duffey como Murk.
- Andrea Gall como Cliente.
- Alan Henry Brown como Director de funeraria.
- Darius Dudley como Cura.
- Annie Talbot como Mujer con bebé.
- Noor Shic como Mujer con rosario.

## Producción